# قنبلة يدوية

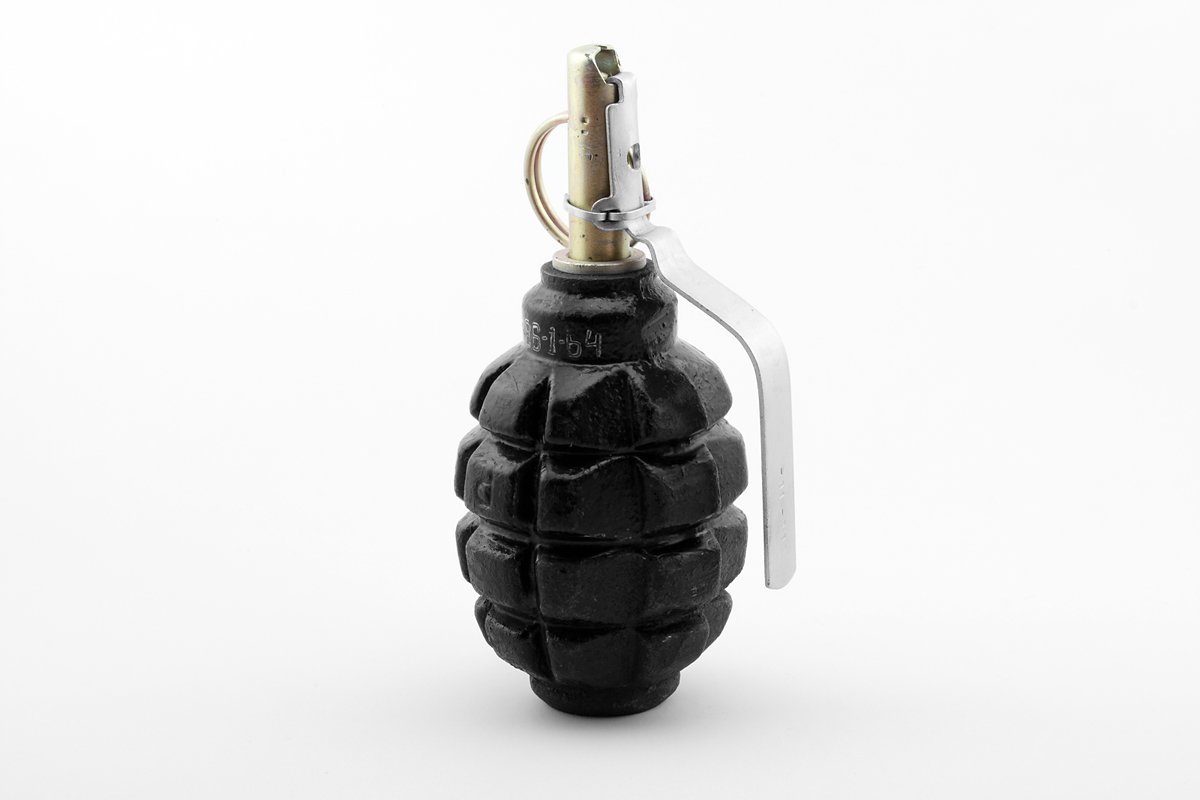
قنبلة يدوية

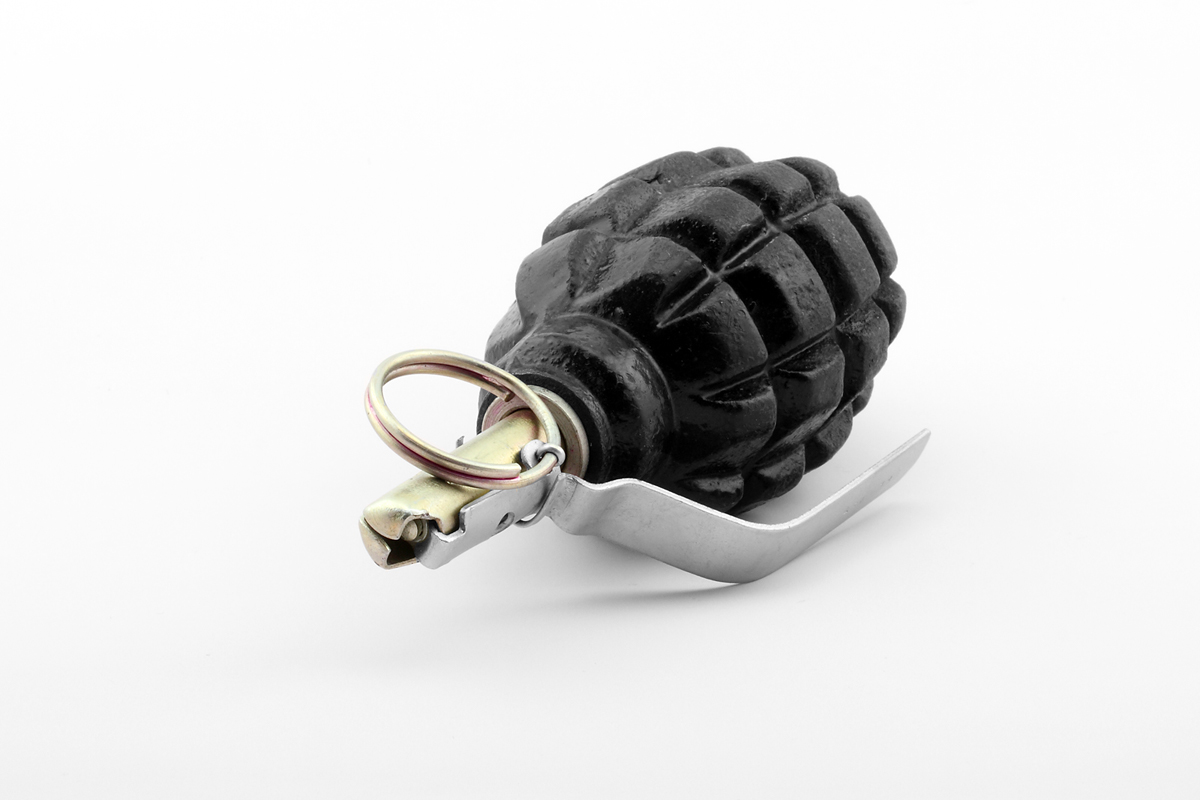
قنبلة يدوية

القنبلة اليدوية أو الرُّمَّانة هي قنبلة محمولة باليد صممت لكي ترمى على العدو، ويوجد أنواع منها ترمى بواسطة قاذفة القنابل، مثل قاذفة قنابل الغاز المستخدمة في مكافحة الشغب حيث ترمي قنابل غازية مسيلة للدموع بقصد تفريق المتظاهرين مثل ما حدث في الثورة المصرية واعمال الشغب والمظاهرات في فرنسا. وهناك مجموعة متنوعة من القنابل اليدوية، والأكثر شيوعا هي القنابل المتفجرة المصممة لتفجيرها بعد التصادم أو بعد فترة محددة من الزمن.

## التاريخ
ظهرت قنابل حارقة بدائية في الإمبراطورية الرومانية الشرقية (البيزنطية)، علم الجنود البيزنطيون أن النار اليونانية، وهو اختراع بيزنطي للقرن السابق، لا يمكن إلقائها فقط من قبل قاذفات اللهب على العدو، ولكن أيضا في الجرار الحجرية والسيراميك. وفي وقت لاحق، استخدمت حاويات زجاجية. انتشر استخدام النيران اليونانية إلى الجيوش الإسلامية في الشرق الأدنى، حيث وصلت إلى الصين في القرن العاشر.
في الصين، خلال عهد أسرة سونغ (1279:960)ميلادى، صنعت أسلحة تعرف باسم تشن تيان لي (震天雷 «رعد السماء») حيث قام الجنود الصينيون بتعبئة البارود في حاويات من السيراميك أو المعدن. في عام 1044، وصف كتاب عسكري ووجينغ زونغياو («تجميع الكلاسيكية العسكرية») مختلف وصفات البارود التي يمكن للمرء أن يجدها.
كما اكتشف الصينيون الإمكانيات المتفجرة لتعبئة قذائف مدفعية مجوفة مع البارود.

## تطوير القنابل الحديثة
إن عدم وجود قنبلة يدوية فعالة، إلى جانب خطرها المتصور على المستخدم ونقص فائدته يعني أنهما يعتبران قطعتين متقادمتين من المعدات العسكرية. في عام 1902، أعلن مكتب الحرب البريطانية أن القنابل اليدوية قد عفا عليها الزمن ولم يكن لها مكان في الحرب الحديثة. وفي غضون عامين، وبعد نجاح القنابل اليدوية الصنع في ظروف حرب الخنادق في الحرب الروسية اليابانية، وتقارير من الجنرال السير أيلمر هالدين، وهو مراقب بريطاني للصراع، أعيد تقييمه بسرعة وأصدر تعليمات إلى مجلس الذخائر لتطوير قنبلة يدوية عملية.
صنعت نماذج مختلفة ولكنها عانت من مشاكل عملية مختلفة، ولم تنتج بأعداد كبيرة. وقد طور المختبر الملكي القنبلة رقم 1 في عام 1908. واحتوت على مواد متفجرة مع شريط تجزئة من الحديد، مع فتيل اصطدام، وتفجر عند ضرب الجزء العلوي من القنبلة مع الأرض. وأتاح مقبض قصب طويل (حوالي 16 بوصة) للمستخدم رمي القنبلة اليدوية لمسافة ابعد.
قام ويليام ميلز، وهو مصمم قنبلة يدوية من سندرلاند، ببراءة اختراع، بتطوير وتصنيع «قنبلة المطاحن» في مصنع ذخائر ميلز في برمنغهام بإنكلترا في عام 1915، وتعيينها رقم 5. ووصفت بأنها «القنبلة الآمنة» الأولى. كانت عبوات فولاذية مليئة بالمتفجرات مع دبوس مثبت وسطح خارجي مميز. ويعتقد أن هذا التجزئة تساعد على تفتيت وزيادة خطورة القنبلة، ولكن أظهرت البحوث في وقت لاحق أنه لم يحسن التفتيت. وقد تم إجراء تصاميم محسنة للتجزؤ مع الشقوق في الداخل، ولكن في ذلك الوقت كان من الممكن أن تكون مكلفة جدا لإنتاجها. تم الاحتفاظ بالتجزئة الخارجية لقنبلة ميلز الأصلية، لأنها توفر سطح قبضة إيجابية. هذا التصميم الأساسي «الدبوس والأناناس» لا يزال يستخدم في بعض القنابل اليدوية الحديثة.
خضعت قنبلة ميلز لتعديلات عديدة. وكان رقم 23 البديل من رقم 5 مع قابس قضبان قاعدية مما سمح لها أن تطلق من بندقية. تطور هذا المفهوم أكثر مع رقم 36، وهو البديل مع لوحة قاعدة قابلة للانفصال للسماح للاستخدام مع كوب بندقية مفرغ. وكان الاختلاف النهائي للقنبلة ميلز، رقم 36M، مصممة خصيصا ومقاومة للماء لاستخدامها في البداية في المناخ الحار لبلاد الرافدين في عام 1917، وظلت في الإنتاج لسنوات عديدة. بحلول عام 1918، واستعمل m36 حتى عام 1932.
صنع ما يقرب من 75 مليون قنبلة يدوية خلال الحرب العالمية الأولى، التي استخدمت في الحرب وبقيت قيد الاستخدام حتى الحرب العالمية الثانية. في البداية، كانت القنبلة مزودة بمصهر مدته سبع ثوان، ولكن أثناء القتال في معركة فرنسا في عام 1940، أثبت هذا التأخير وقتا طويلا، مما أتاح للمدافعين وقتا للهروب من الانفجار أو رمي القنبلة اليدوية - وبالتالي قلل زمن التأخير إلى أربع ثوان.
خلال الحرب العالمية الثانية استعملت المملكة المتحدة قنابل حارقة تحتوي على الفسفور الأبيض. وصدر نموذج واحد، وهو القنبلة الحارقة الخاصة رقم 76، إلى الحرس الرئيسي كسلاح مضاد للدبابات. وصنع بأعداد هائلة. وبحلول أغسطس 1941 صنعت أكثر من 6,000,000 قنبلة.
وضعت الولايات المتحدة مخطط القنبلة اليدوية MK2 قبل الحرب، الملقبة "pineapple" (الأناناسة) بسبب سطحها المخدد. وقد استخدم هذا السلاح على نطاق واسع من قبل القوات الأمريكية، وهي نوع من القنابل التي تنتج نمط لا يمكن التنبؤ به من حيث التجزئة (الانفجار وتناثر الشظايا). بعد الحرب العالمية الثانية اعتمدت بريطانيا قنابل يدوية تحتوي على أسلاك ملفوفة مجزأة في أغلفة معدنية ناعمة. وعلى الرغم من ذلك، ظلت قنبلة ميلز القنبلة القياسية للقوات المسلحة البريطانية وصنعت في المملكة المتحدة حتى عام 1972، عندما استبدلت بسلسلة L2.

## التصاميم
تستخدم صمامات مختلفة (آليات التفجير)، اعتمادا على الغرض:
- تعمل بالأصطدام (تحتوي على صمام يفجر القنبلة عند اصطدامها).
- القنبلة الموقوتة (وهي التي تنفجر بعد توقيت معين محدد).
- سحب الفتيل أو الصمام (إن الصمامات التي تسحب هي عبارة عن فتيل صفري التأخير يستخدم في الفخاخ المتفجرة: تنفجر القنبلة اليدوية على الفور عند إزالة المسمار المعلق)

## التكوين
تتكون من ثلاث أجزاء أساسية:
- الجسم وغالباً ما يكون دائرياً. ويمكن فصلة عن القنبلة ويتكون من 600 شظية حديدية صغيرة.
- الصاعق الذي يسبب أحتراق المواد الكيميائية.
- المواد الكيميائية داخل القنبلة التي تحترق بسبب الصاعق.

## أنواع القنابل اليدوية
- القنابل المضادة للدبابات.
- القنابل الصوتية أو الضوئية (تنتج عند انفجارها ضوء شديد مع صوت قوى يتسبب في فقدان الرؤيا).
- القنابل اللاسعة (تحتوي علي 100 كرة مطاطية صغيرة عند انفجارها تنتشر الكرات المطاطية في كل الاتجاهات).
- القنابل الدخانية.
- المولوتوف.
- قنابل الغاز (هذه القنابل لا تنفجر ولكنها تطلق الغازات مثل القنابل المسيلة للدموع والقنابل الحارقة).

## الاستخدام
- الاستخدامات الحربية.
- استخدامات مكافحة الشغب.
- إعطاء إشارات في عمليات الإنقاذ.
- القنبلة الدفاعية وهي اشد ضرراً من الهجومية.